# Idaea catacoma
Idaea catacoma là một loài bướm đêm trong họ Geometridae.